# 印度—巴基斯坦关系
印度－巴基斯坦关系，常称印巴关系是指印度共和国和巴基斯坦伊斯兰共和国之间的外交关系。印度和巴基斯坦的關係複雜且敵對，淵源於許多歷史和政治事件，其中最著名的是1947年8月英屬印度的分治。
第二次世界大戰兩年後，英國正式解散英屬印度，將其分割為兩個新的主權國家：印度聯邦和巴基斯坦。前英屬殖民地的分割導致多達 1,500萬人流離失所，死亡人數估計在數十萬到100萬之間，因為印度教徒和穆斯林朝相反的方向遷徙，越過雷德克里夫線（英語：Radcliffe Line），分別到達印度和巴基斯坦。1950年，印度成為以印度教徒為主的世俗共和國。不久之後的1956年，巴基斯坦成為一個伊斯蘭共和國，人口以穆斯林為主。

## 历史

### 印巴分治

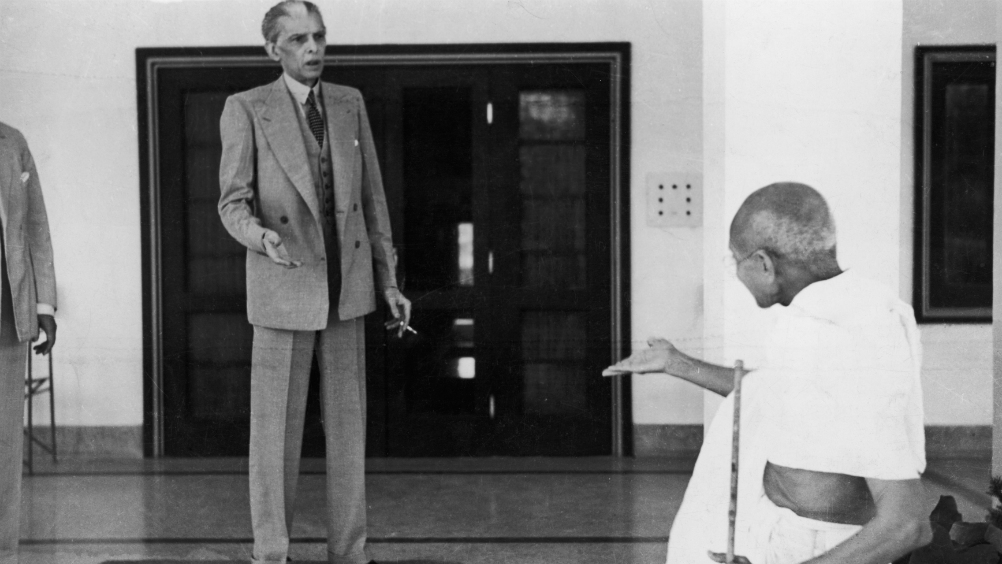
印巴分治前，穆斯林联盟领袖真纳和圣雄甘地讨论分治问题

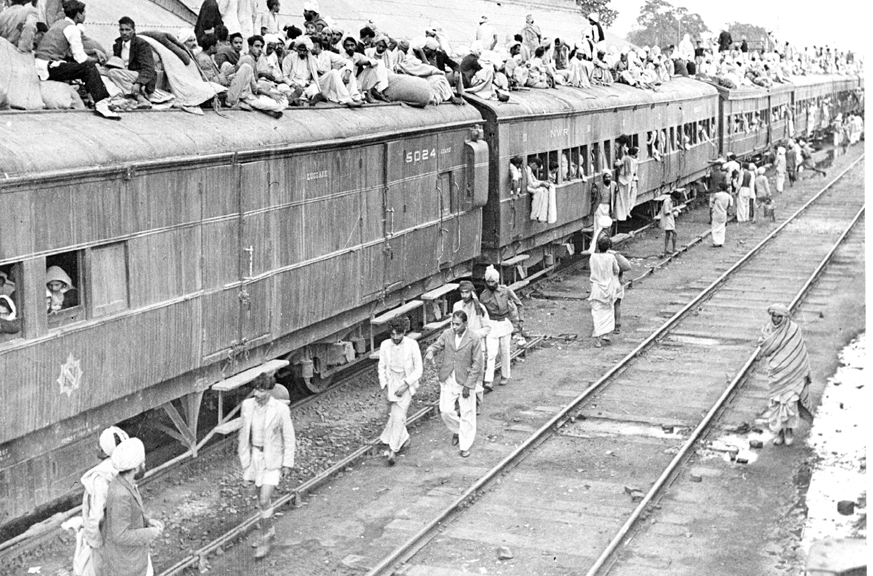
印度分治時期，安巴拉車站的一列難民專列

印度與巴基斯坦原本都是英属印度所屬的領土，然而在次大陆的宗教矛盾激化后，南亚的穆斯林提出两国理论并要求建立独立的伊斯兰国家巴基斯坦。1947年6月3日，印度總督蒙巴頓公布《印度独立法案》，将英属印度按照宗教信仰分为印度教徒居多的印度和穆斯林为主体的巴基斯坦两个自治領，并保留总督，分别成立制宪议会和政府。1947年8月14日巴基斯坦宣布独立，穆罕默德·阿里·真納就任巴基斯坦总督和制宪议会主席。印度在第二天宣布独立，贾瓦哈拉尔·尼赫鲁就任印度总理，英国的殖民统治宣告结束。虽然两国按照雷德克里夫線划分的大部分边界没有争议，但查谟-克什米尔土邦的归属问题立即导致两国之间爆发了第一次印巴战争。

### 印巴冲突

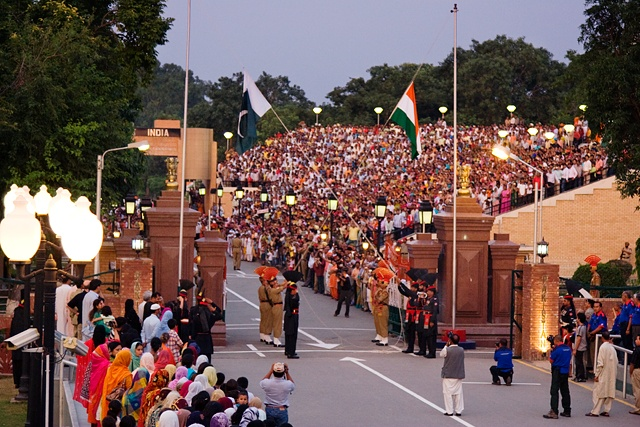
瓦加边境口岸的升降旗仪式折射了两国关系

此后双方以联合国所划停火线为事实上的边界，分治原克什米尔土邦的土地，但克什米尔地区的归属一直没有得以解决，目前控制线边境交火事件时有发生。
1965年4月至1965年9月间印度与巴基斯坦发生了为期五个月的战争造成双方数千人伤亡，史称第二次印巴战争。这场战争在联合国授权下停火，之后两国发表了《塔什干宣言》。1971年12月，两国再次发生战争，史称第三次印巴战争。1971年的戰爭導致巴基斯坦投降並成立了一個名為孟加拉國的新國家。1999年5月至7月之间，巴基斯坦军队越过控制线，进入了印度境内。印度军队展开代号为“胜利行动”（Operation Vijay）的反击作战，史称卡吉尔战争。2019年2月26日，印度空军战机空袭巴基斯坦境内的恐怖组织营地，两国在具争议性的克什米尔地区互相炮击，导致多人伤亡，巴基斯坦在27日表示，该国军方当天在该国领空击落两架印度战机。
自冷战结束以来，事实上印巴两国间的国力差距进一步拉大了，根据国际货币基金组织的数据显示，印度2015年的国内生产总值达到2.1万亿美元（巴國為2700亿美元），增长率高达8%（巴國為4.1%）。特别是自印度人民党执政以来，印度国力快速增长，使其改变了国大党时期对巴基斯坦的“安抚”，采取强硬举措对抗巴方的挑衅。莫迪政府在国内大力推进印度教民族主义，放手煽动反穆斯林情绪、出台了一系列强硬的教派主义政策，此举也蔓延到两国关系中。尤其是中国在南亚影响力快速增长和中巴“全天候”战略关系的升级，更令印度政府感受到“两线战争”的威胁。同时美印关系不断接近，印度在美国新的“印太”战略中重要性凸显，使印方认定可以与美国共同对巴方施压。双边关系在2019年之后长期处于冻结状态，在巴基斯坦面临经济危机、政局动荡和恐袭威胁急剧增加的情况下，持续崛起中的印度对与巴基斯坦建立联系没有兴趣。

## 外交纠纷

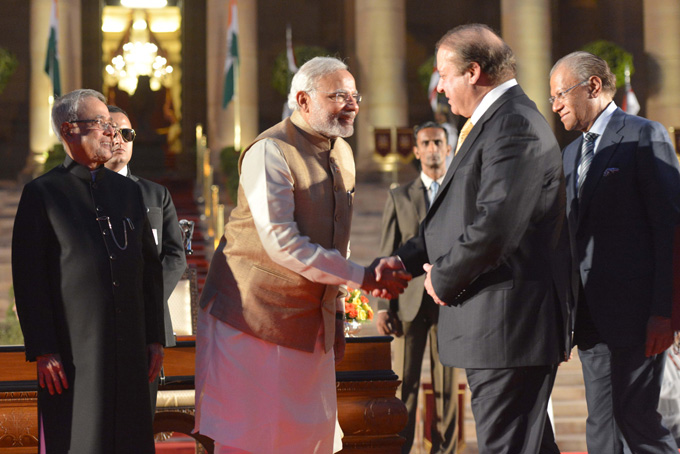
印度总理纳伦德拉·莫迪与巴基斯坦总理纳瓦兹·谢里夫在海德拉巴宫会面

印度与巴基斯坦建有外交关系。1971年巴印因第三次印巴战争断交，1976年复交。两国关系长期因宗教、领土争议和地缘政治竞争等因素矛盾重重。2014年印度总理莫迪上任伊始，与巴基斯坦总理正式会面，两国关系开始缓和。巴基斯坦总理谢里夫表示要把对抗变为合作。2019年，兩國又因印度撤销查谟-克什米尔邦自治地位，導致雙邊外交關係級別降低、貿易中斷。

### 克什米尔领土争端

各国在克什米尔实际控制的区域

克什米尔是青藏高原西部和南亚北部的交界处的一个地区，面积22万8478平方公里。巴基斯坦和印度均宣称对此拥有主权。1948年两国经联合国干预进行停火谈判，两国军队均后撤至停火线之后。然而巴基斯坦坚持要在印度视为其不可分割的一部分的查谟和克什米尔领土举办公投，双方立场迥异，因此归属问题至今未能在法律上得以解决。

### 跨境恐怖主义
长期以来，印度政府指责巴基斯坦军方和三军情报局煽动印度境内的恐怖活动，并在国际场合积极推动将巴基斯坦列为支持恐怖主义的国家。2016年9月18日，印度控制区的乌里军营遭遇武装分子自杀式袭击，这次事件在印度国内引发了极大的愤怒。在这种情况下，印度在9月底发起了抵制原定于当年11月在伊斯兰堡举行的南亚区域合作联盟峰会的行动。此后该组织处于瘫痪状态。印度方面表示，任何对话的前提是巴基斯坦放弃支持恐怖组织。
2025年4月22日，隶属于巴基斯坦虔诚军和真主圣战者的武装组织抵抗陣線在印度查谟和克什米尔地区拜萨兰山谷向游客开枪，造成至少28人死亡，20多人受伤，死者包括26名印度游客。事件造成两国关系高度紧张，印度宣布暂停印巴水资源共享条约，同时关闭两国间主要陆地边境口岸。印度外交大臣苏杰生还宣布，驻新德里的巴基斯坦高级委员会的国防、陆军、海军和空军顾问被宣布为“不受欢迎的人”，限期一周内离开印度。印度还撤回驻伊斯兰堡印度高级委员的国防、海军和空军顾问。为印度外交行动的回应，巴基斯坦宣布自4月23日起关闭领空，禁止印度拥有或印度运营的所有航司航班通行，同时暂停与印度的一切贸易，包括通过巴基斯坦与任何第三国之间的间接贸易；取消向印度公民签发的所有南亚区域合作联盟免签计划（SVES）签证，持该签证在巴基斯坦的印度公民（部分宗教人士除外）必须在48小时内离境，部分宗教人士除外。巴基斯坦还宣布印度驻巴国防、海军和空军顾问为“不受欢迎人物”，要求4月30日前离境；自4月30日起，巴基斯坦规定印度驻巴高级专员公署的人员规模包括外交官及工作人员限制为30人。
2025年5月6日，印度对巴基斯坦发动空袭，巴基斯坦随后对印方目标还击。

## 應對自然災害

### 2001年印度古吉拉特邦地震
為因應2001年印度古吉拉特邦大地震，巴基斯坦總統佩尔韦兹·穆沙拉夫從伊斯蘭堡向艾哈邁達巴德派出了一架滿載救援物資的飛機。  飛機上載有200頂帳篷和2000多條毯子。 此外，總統也致電印度總理，對地震造成的損失表示「慰問」。 

### 2022年巴基斯坦洪水
在2022年巴基斯坦洪灾中，印度總理莫迪向「罹難者家屬表達衷心慰問」。  截至8月30日，據報印度政府正在考慮向巴基斯坦提供救援援助。

## 經濟關係
印度和巴基斯坦已經削減了正式貿易；兩國所在的南亞地區是世界上經濟整合程度最低的地區，其貿易僅佔國內貿易的5%。 然而，兩國之間存在著約100億美元的非正式雙邊貿易，其中大部分商品由巴基斯坦進口。 
在2025年的印巴衝突期間，雙邊海上貿易暫停。

## 两国比較
|                    | 印度                                                                           | 巴基斯坦                                                                              |
| ------------------ | ------------------------------------------------------------------------------ | ------------------------------------------------------------------------------------- |
| 人口               | 1,431,162,796                                                                  | 233,400,000                                                                           |
| 国旗               | 印度                                                                           | 巴基斯坦                                                                              |
| 国徽               |                                                                                |                                                                                       |
| 国家元首           | 拉姆·纳特·科温德                                                               | 阿里夫·艾维                                                                           |
| 政府首脑           | 纳伦德拉·莫迪                                                                  | 夏巴兹·谢里夫                                                                         |
| 领土面积           | 3,287,240平方公里 (1,269,210 平方英里)                                         | 796,095平方公里 (307,374 平方英里)                                                    |
| 人口密度           | 464/平方公里 (1217/平方英里)                                                   | 302/平方公里 (742/平方英里)                                                           |
| 首都               | 新德里(New Delhi)                                                              | 伊斯兰堡(Islamabad)                                                                   |
| 最大城市           | 孟买(Mumbai)                                                                   | 卡拉奇(Karachi)                                                                       |
| 政治制度           | 联邦制 共和制 议会制 民主制                                                    | 联邦制 议会制 伊斯兰共和国                                                            |
| 官方语言           | 印地语, 英语以及其他20种语言                                                   | 乌尔都语, 英语                                                                        |
| 主要宗教           | 79.8% 印度教, 14.2% 伊斯兰教, 2.3% 基督教, 1.7% 锡克教, 0.7% 佛教, 0.4% 耆那教 | 96.47% 伊斯兰教 (80-95% 逊尼派, 5-20% 什叶派), 1.27% 基督教, 2.14% 印度教以及其他宗教 |
| GDP                | 约3.736万亿美元 (人均2,627美元)                                                | 约3700.18 亿美元 (人均1,562美元)                                                      |
| GDP (购买力平价法) | 约13.033 万亿美元 (人均9,072美元)                                              | 约1.33万亿美元 (人均 5,973美元)                                                       |
| 军费支出           | 约550.70 亿美元(占GDP 2.25%)                                                   | 约90.0 亿美元(占GDP 3.4%)                                                             |
| 地图               |                                                                                |                                                                                       |

## 外部連結
- Aman ki Asha - A Peace initiative by Jang Group, Pakistan & Times of India
- India-Pakistan Trade（页面存档备份，存于）
- Building a bridge of friendship（页面存档备份，存于）
- A Long Distance Relationship（页面存档备份，存于）
- Nuclear Proliferation in India and Pakistain from the Dean Peter Krogh Foreign Affairs Digital Archives